# 西野未姫
西野 未姫（にしの みき、本名：山本 未姫〈やまもと みき、旧姓：西野〉、1999年〈平成11年〉4月4日 - ）は、日本のタレント、YouTuber、元アイドルであり、女性アイドルグループAKB48および同グループの派生ユニットてんとうむChu!の元メンバー。TWIN PLANET所属。静岡県伊東市出身。夫はお笑いコンビ「極楽とんぼ」の山本圭壱。

## 略歴

### AKB48時代
2012年、AKB48第14期生オーディション最終審査に合格し、同グループの第14期研究生となる。
2013年7月20日、福岡ヤフオク！ドームで行われた『AKB48 2013 真夏のドームツアー〜まだまだ、やらなきゃいけないことがある〜』初日公演において、AKB48グループ研究生7名からなる新ユニットがサプライズ発表され、AKB48の岡田奈々・小嶋真子、SKE48の北川綾巴、NMB48の渋谷凪咲、HKT48の田島芽瑠・朝長美桜とともにユニットのメンバーに選出される。同7月31日、札幌ドームで行われた『AKB48 2013 真夏のドームツアー〜まだまだ、やらなきゃいけないことがある〜』札幌公演において、新ユニット名がてんとうむChu!と命名されたことが発表され、デビュー曲「君だけにChu!Chu!Chu!」を初披露する。てんとうむchu!では冠テレビ番組やドラマ出演など、パフォーマンス以外の分野でも幅広く活動した。
2013年8月24日、東京ドームで行われた『AKB48 2013 真夏のドームツアー〜まだまだ、やらなきゃいけないことがある〜』の東京ドーム公演3日目において、峯岸みなみキャプテンにより再発足したチーム4への昇格が発表される。
2014年5月21日発売のAKB48 36thシングル「ラブラドール・レトリバー」で初めてシングル表題曲の選抜入りを果たす。同年5月から6月にかけて投票が実施された『AKB48 37thシングル 選抜総選挙』では62位となり、フューチャーガールズに選出された。
2016年12月14日、高橋朱里チーム4「夢を死なせるわけにいかない」公演において、AKB48からの卒業を発表。2017年3月27日、AKB48劇場で行われた卒業公演をもってAKB48を卒業した。

### AKB48卒業後
2017年4月から、AKB48元メンバーの内田眞由美がオーナーを務める「焼肉IWA」のアルバイトスタッフとして勤務。同年8月より、TWIN PLANET ENTERTAINMENTに所属。
2019年12月1日、ボディコンテスト『サマー・スタイル・アワード』（ASIA GRAND PRIX）に出場。2020年1月27日に『サマー・スタイル・アワード』に向けての減量経験を執筆した著書『デブぬけ 激太りした元アイドルが食べながらやせた奇跡のダイエット方法』を宝島社から発売。
2021年5月22日に横浜・ぴあアリーナMMで行われた『峯岸みなみ卒業コンサート〜桜の咲かない春はない〜』で、峯岸チーム4のOGとして「清純フィロソフィー」「LOVE修行」の歌唱に参加した。同年7月30日、初のイメージDVD『Hey Shiri!』を発売。
2020年8月31日にYouTubeチャンネルを開設。韓流に影響を受けていたことから「オルチャンみきちゃん」のチャンネル名で開設し、のちにチャンネル名を「西野未姫チャンネル」に変更。YouTubeでは極楽とんぼの山本圭壱のチャンネル「けいちょんチャンネル」とのコラボを繰り返し、約8か月の交際を経て2022年11月22日に山本と入籍。2023年12月5日に結婚式を挙げ、2024年10月17日に第1子女児を出産した。娘に「にこり」と命名したことを報告した。

## 人物
オーバーリアクションやぶっちゃけトークが代名詞であるが、根は妹気質で、人懐っこい性格。
2019年に放送された番組の出演時には体重が56kgまで増加していたが、後に49kgまで痩せた。
2023年3月8日に運転免許を取得し、7月には生活習慣病予防アドバイザーの資格を取得した。
1歳下、5歳下に弟が2人おり、5歳下の弟はタレントの西野成真（にしのじょうしん）。成真は『恋する♥週末ホームステイ』（ABEMA）、「KANSAI COLLECTION 2023 AUTUMN&WINTER」に出演した。

### AKB48
同期の岡田奈々、小嶋真子とともに「三銃士」と呼ばれていた。
渡辺麻友に似ていたことから「第2のまゆゆ」と言われていた時期もあったが、そのことを売りにしている西野に対して、渡辺は「最初の頃はすごく頑張っていて、かわいい子だなと思ってました。次第に方向性が変な方に行っていたので、"第2のまゆゆ"ではないんじゃないかなって」と否定し、さらに「あまり"第2のまゆゆ"って言いふらさないで欲しいかな」とバラエティ番組からのインタビューにコメントした。
2014年12月17日放送の『※AKB調べ』の企画「AKBグループのオーバーリアクションランキング」で、柏木由紀を抑えて1位となり、オーバーリアクション王になった。また、へたれキャラでもあり、『AKBINGO!』の「ゲテモノ料理を食べる」や「箱の中身は何だろな?」などのチャレンジ企画において、チャレンジするまでに時間がかかり過ぎたことから「ヘタレ女王」の称号が与えられていた。

## AKB48での参加楽曲

### シングル選抜曲
- 「UZA」に収録
  - 大人への道 - 「研究生」名義
- 「永遠プレッシャー」に収録
  - 私たちのReason
- 「So long !」に収録
  - 強い花 - 「研究生」名義
- 「さよならクロール」に収録
  - LOVE修行 - 「研究生」名義
- 「恋するフォーチュンクッキー」に収録
  - 青空カフェ
- 「ハート・エレキ」に収録
  - 君だけにChu ! Chu ! Chu ! - 「てんとうむChu!」名義
  - 清純フィロソフィー - 「Team 4」名義
- 「鈴懸の木の道で「君の微笑みを夢に見る」と言ってしまったら僕たちの関係はどう変わってしまうのか、僕なりに何日か考えた上でのやや気恥ずかしい結論のようなもの」に収録
  - Party is over
  - 選んでレインボー - 「てんとうむChu!」名義
- 「前しか向かねえ」に収録
  - 昨日よりもっと好き - 「Smiling Lions」名義
- ラブラドール・レトリバー
  - ハートの脱出ゲーム - 「Team 4」名義
- 「心のプラカード」に収録
  - 性格が悪い女の子 - 「フューチャーガールズ」名義
- 「希望的リフレイン」に収録
  - 今、Happy - 「ばら組」名義
  - 目を開けたままのファーストキス - 「Team 4」名義
- 「Green Flash」に収録
  - 初恋のおしべ - 「てんとうむChu! & かぶとむChu!」名義
- 「僕たちは戦わない」に収録
  - “ダンシ”は研究対象 - 「てんとうむChu!」名義
- 「唇にBe My Baby」に収録
  - 君を君を君を… - 「次世代選抜」名義
  - なんか、ちょっと、急に… - 「Team 4」名義
- 「翼はいらない」に収録
  - 考える人 - 「Team 4」名義
- 「LOVE TRIP/しあわせを分けなさい」に収録
  - 岸が見える海から - 「フューチャーガールズ」名義
- 「ハイテンション」に収録
  - 清純タイアド - 「てんとうむChu!」名義

### アルバム選抜楽曲
- 『次の足跡』に収録
  - チーム坂 - 「Team 4」名義
  - スマイル神隠し - 「てんとうむChu!」名義
- 『ここがロドスだ、ここで跳べ!』に収録
  - Birth
  - 涙は後回し - 「Team 4」名義
- 『0と1の間』に収録
  - 泣き言タイム - 「Team 4」名義
  - てんとうむChu!を探せ! - 「てんとうむChu!」名義

### その他の参加楽曲
- シングル「右足エビデンス」（「藤田奈那」名義）
  - 君は今までどこにいた? - 「AKB48」名義

### 劇場公演ユニット曲
チーム4 1st Stage「僕の太陽」公演
- 僕とジュリエットとジェットコースター（バックダンサー）
- 向日葵（入山杏奈のユニットアンダー）

チームK 6th Stage「RESET」
- 檸檬の年頃（前座ガールズ）

チームB 5th Stage「シアターの女神」
- ロマンスかくれんぼ（前座ガール）

チームA 6th Stage「目撃者」
- ミニスカートの妖精（前座ガールズ）

研究生「僕の太陽」公演
- アイドルなんて呼ばないで（平田梨奈のユニットアンダー）
- 僕とジュリエットとジェットコースター（伊豆田莉奈のユニットアンダー）
- 向日葵

大島チームKウェイティング公演
- Glory days（バックダンサー）

梅田チームBウェイティング公演
- ごめんね ジュエル（バックダンサー）

研究生「パジャマドライブ」公演
- 天使のしっぽ（岩立沙穂のユニットアンダー）
- パジャマドライブ
- 純情主義（相笠萌のユニットアンダー）

峯岸チーム4「手をつなぎながら」公演
- Glory days

峯岸チーム4「アイドルの夜明け」公演
- 片思いの対角線（加藤玲奈のユニットアンダー）
- 天国野郎

横山チームK「RESET」公演
- 逆転王子様（松井珠理奈のユニットアンダー）

岩本輝雄「青春はまだ終わらない」公演
- 青空カフェ

高橋朱里チーム4「夢を死なせるわけにいかない」公演
- 初めてのジェリービーンズ
- となりのバナナ（込山榛香のユニットアンダー）

リバイバル公演「僕の太陽」
- 僕とジュリエットとジェットコースター（阿部マリアのユニットアンダー）

## 作品

### DVD
- Hey Shiri!（2021年7月30日、リバプール）[18][動画 2]

## 出演

### バラエティ・情報番組
- Rの法則（2014年10月6日 - 2017年3月27日、NHK Eテレ） - 第5期R'sメンバー「みきちゃん」
- AKB48 SHOW!（2015年10月 - 不定期出演、NHK BSプレミアム） - 「西野未姫全力ダンス教室」講師
- 陸海空 こんなところでヤバいバル（2019年4月15日 - 5月27日、テレビ朝日・AbemaTV）[注 1][41]
- 芸能人が本気で挑んだ100日間ブラスト！ガールズ～brast!:the music of Disney（2019年7月13日、フジテレビ）[42]
- why not？～私たちの働き方～（2021年4月3日 - 2022年3月26日、BS12 トゥエルビ） - 案内人[43][44]
- こんなところでキャンパーズ!（2022年9月28日 - 11月9日、BS松竹東急）
- ヴィランの言い分（2022年3月30日 - 、NHK Eテレ） - ヴィラン 役

### テレビドラマ
- 名刺ゲーム 第1話（2017年12月2日、WOWOW）[45]
- 俺の話は長い 第8話（2019年11月30日、日本テレビ）[注 2][46]
- 極主夫道 第3話（2020年10月25日、読売テレビ制作・日本テレビ） - リポーター 役
- 牙狼〈GARO〉 ハガネを継ぐ者 第6話・第7話（2024年2月15日・22日、TOKYO MX） - ナオミ 役[47]

### CM
- ペットショップ ワンラブ「ここにひとつの愛が篇」（2024年8月1日 - ）夫の山本圭壱と出演[48]

### 映画
- まけんグミTHE☆MOVIE ｢オブザーブ〜あなたは今ここでなにをしますか?〜｣（2018年8月18日・19日）[49]
- L♡DK ひとつ屋根の下、「スキ」がふたつ。（2019年3月21日）
- 怪物（2023年6月2日）[50]

### 舞台
- マジすか学園 〜京都・血風修学旅行〜（2015年5月14日 - 19日、AiiA 2.5 Theater Tokyo） - 瓜坊 役[51]
- 大人のカフェ 第8回単独公演「真夜中のカフェボーイ」（2015年11月11日 - 15日、恵比寿・エコー劇場） - ゲストヒロイン[52][53]
- マジすか学園 〜Lost In The SuperMarket〜（2016年7月25日 - 8月5日、赤坂ACTシアター） - ニシゴリ 役[54][55]
- 小さな結婚式〜いつか、いい風は吹く〜（2017年12月13日 - 17日、全労済ホール／スペース・ゼロ） - 山下愛佳 役[56]

### ラジオ
- 100%女子の本音〜ガールズ・リサーチ・プレス〜（2017年11月5日 - 2018年、ラジオ日本）
- 渋谷女子企画（2018年10月5日 - 、渋谷クロスFM）- MC（DA PUMP・TOMOとともに）
- BIRD OF THE HEART（2023年4月4日 - 、interfm）- アシスタント（稲冨幹也とともに）[57][58]

### 広報
- FiNC Technologies アンバサダー（2022年2月 - ）[59]

### ネット配信
- 西野未姫のコメディショー 夢みる時間（2017年4月16日 - 2018年7月15日、WALLOP）
- 恋愛ドラマな恋がしたい〜Kiss to survive〜（2019年8月10日 - 10月26日、AbemaTV）[60] - ミキ 役
- 男女7人波物語 ―恋愛も、競走だー（2020年3月8日、AbemaTV）[61]
- 極楽とんぼのタイムリミット（2019年 - 、ABEMA）- 準レギュラー[62]
- BLACK DUCK（2020年5月6日、peep） - みくみく 役[63]
- KEIRINで100万円を賭けたいオンナたち（2020年9月11日 ‐ 10月9日、ABEMA）[64]
- アイドルで芸能界のトップを目指していたら、いつの間にか芸人の並びだった件（2021年3月29日 ‐ 31日、ABEMA）[65]

### イベント
- 第1回 109路上LIVE（2017年10月9日、SHIBUYA109） - MC[66]
- ノースリーブス 10th ANNIVERSARY〜丸ごとno3b!!（2018年11月26日、EX THEATER ROPPONGI）[67]
- ブラスト！：ミュージック・オブ・ディズニー』2019年全国ツアー 山形公演（2019年7月10日、南陽市文化会館） - ブラスト！ガールズ[68]
- 第30回 マイナビ 東京ガールズコレクション 2020 SPRING/SUMMER（2020年2月29日、国立代々木競技場第一体育館）[69]
- "P.O.P" Festival（Perfume Online Present Festival）（2020年9月21日、ニコニコ生放送・U-NEXT・LINE LIVE-VIEWING 他）[注 3][70]
- Rakuten GirlsAward 2023 SPRING/SUMMER（2023年5月4日、国立代々木競技場第一体育館）[71]

## 書籍

### 著書
- デブぬけ 激太りした元アイドルが食べながらやせた奇跡のダイエット方法（2020年1月27日、宝島社）ISBN 978-4299001986 [16]

### 写真集
- EX大衆デジタル写真集「あの頃のまま」（2021年3月19日、双葉社）
- デジタル写真集「HIP・STAR」（2021年9月3日、集英社）
- 旬撮GIRLvol.11 別冊SPA!（2022年6月29日、扶桑社） - 『このあと、どうする?』西野未姫X鈴木涼美　ISBN 978-4594618902

### カレンダー
- （卓上）AKB48 西野未姫 カレンダー 2014年（2013年12月6日、ハゴロモ）
- クリアファイル付（卓上）AKB48 西野未姫 カレンダー 2015年（2014年12月13日、ハゴロモ）

### その他
- 防衛省広報誌『MAMOR』（扶桑社）2020年10月号 - 海上自衛隊市ヶ谷地区にて自衛官の制服を着て撮影、表紙と巻頭グラビアを飾る。